# 키릴 데니소프
키릴 게오르기예비치 데니소프(러시아어: Кири́лл Гео́ргиевич Дени́сов, 1988년 1월 25일~)는 러시아의 유도 선수이다. 2012년 하계 올림픽과 2016년 하계 올림픽에 참가했으며 세계 선수권 대회에서 은메달 4개, 동메달 4개를 획득했다.